# Novodolīnskīy
Novodolīnskīy är en ort i Kazakstan.   Den ligger i oblystet Qaraghandy, i den centrala delen av landet, 190 km sydost om huvudstaden Astana. Novodolīnskīy ligger 484 meter över havet och antalet invånare är 5 167.
Terrängen runt Novodolīnskīy är mycket platt, och sluttar norrut. Runt Novodolīnskīy är det tätbefolkat, med 459 invånare per kvadratkilometer. Närmaste större samhälle är Saran, 13,2 km nordost om Novodolīnskīy. Trakten runt Novodolīnskīy består i huvudsak av gräsmarker.